# Ruby Tuesday no ha muerto
Ruby Tuesday no ha muerto es un libro de cuentos escrito por la novelista mexicana Mónica Lavín, obra que anteriormente, en 1997, había sido galardonada con el Premio Nacional de Literatura Gilberto Owen.